# 澳大利亚工作靴

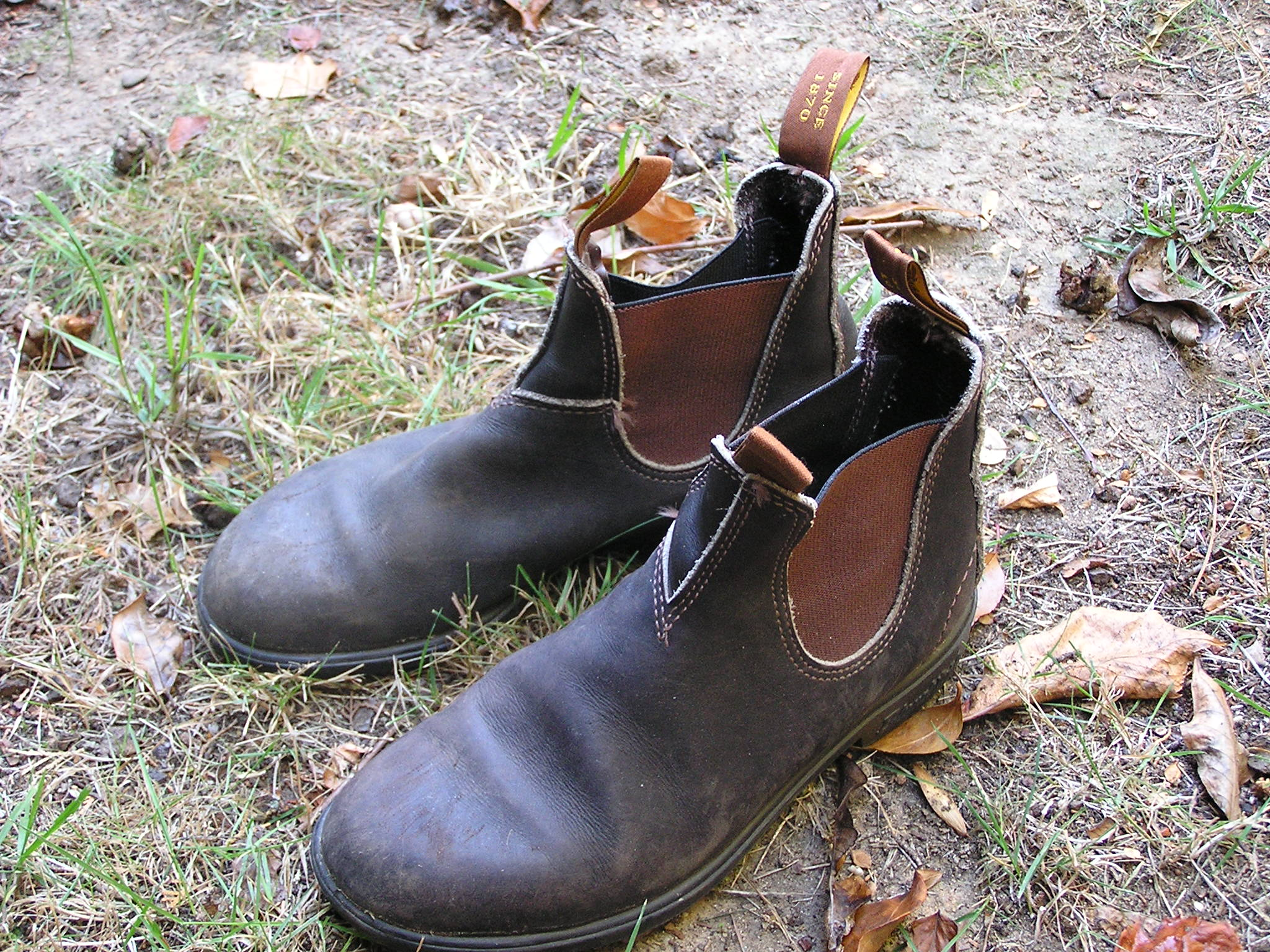
Blundstone elastic sided boots

澳大利亚工作靴  (或者一般称之为带松紧的靴子 ) 是一种工作鞋， 特色是用 皮革 加上 弹性松紧 边，而且连接靴子前后部突出的部位。这种鞋子没有鞋舌和鞋带，而且通常鞋头都很坚固，这种鞋是为了保障工作过程中的卫生与安全而设计的。  拥有坚固鞋头的鞋通常被称为"安全鞋" 或者 "硬头鞋"。这种靴子内部一般都没有衬里，鞋底材料一般都是氨纶的，而且皮的鞋帮可以防止被热水和油烫伤，还可以防止酸碱溶液的腐蚀。
弹性松紧边的设计使穿的人无需系鞋带，并且能够行动自如，但是却和系鞋带的靴子一样硬。现如今，有几家澳洲公司专门生产这种靴子的经典款。其中一些比较受欢迎的品牌有布朗德斯通(Blundstone)（这个品牌可能1870年就创立了），罗斯靴子(Rossi Boots)（于1910年创立而且现在在澳洲依然在生产）以及R. M. 威廉斯(R. M. Williams)。用澳大利亚英语来讲, 生产商的品牌通常与鞋子的样式相关，布朗德斯通(Blundstones) , RMs 或者罗斯(Rossis) 。
这种鞋一般是作为安全靴在危险的工作环境下穿的，作为平常的工作靴，适合在危险环境下工作的人，还有那些需要进入危险场所的人，这种鞋也可以当作出入正式场合的靴子、骑马靴，或者作为特定审美需求的靴子。最后一种是挪威卡斯蒂安(Novocastrian)，舞蹈鞋塔皮多格斯(Tap Dogs) 使用改良的工作靴作为舞蹈中的敲击鞋。

## 还可以参考
- Riding boots